# Katowickie Partnerstwo na rzecz Elektromobilności

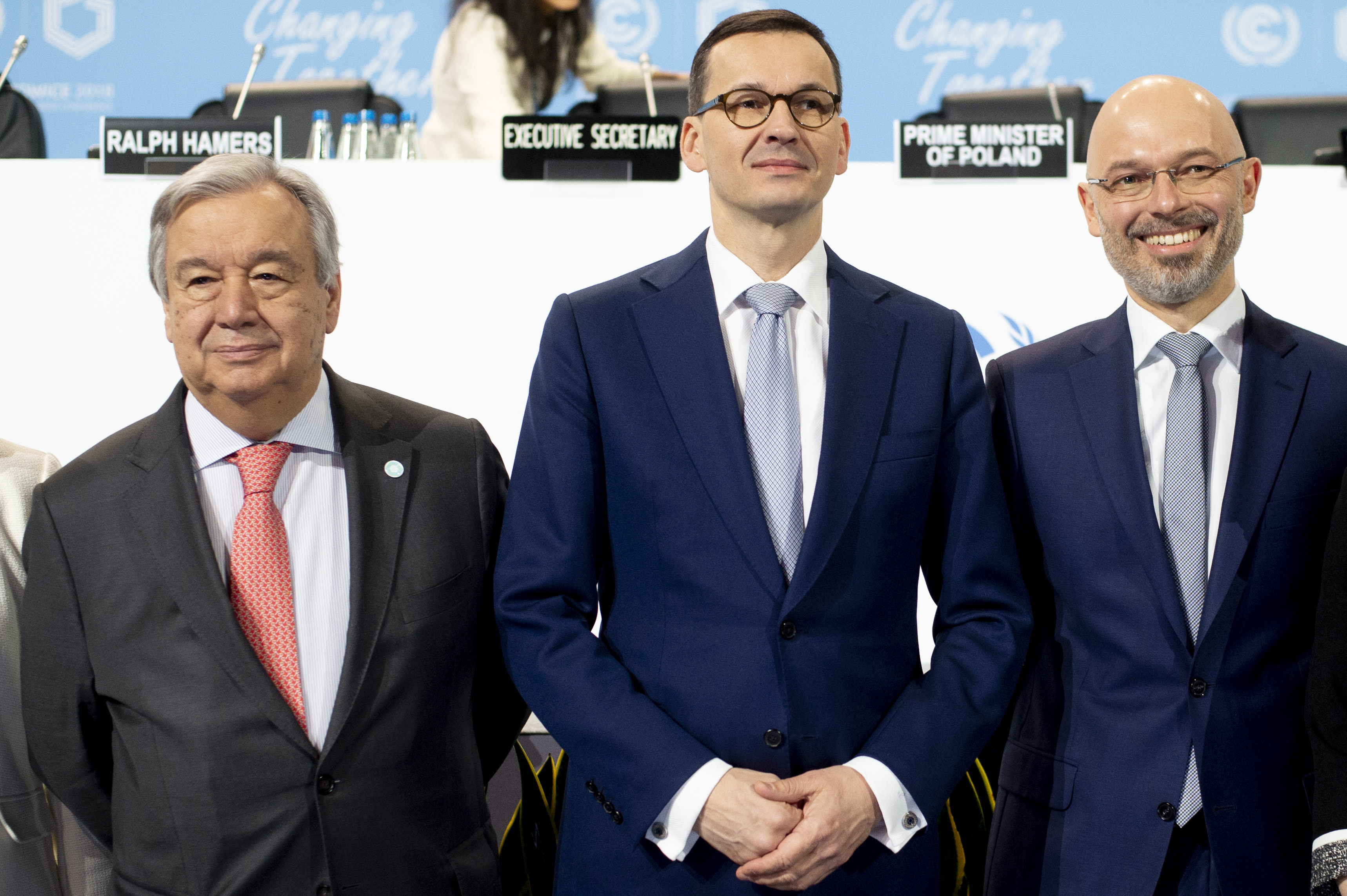
Premier RP Mateusz Morawiecki, Sekretarz Generalny ONZ Antonio Guterres oraz Prezydent COP24 Michał Kurtyka podczas ogłoszenia Katowickiego Partnerstwa na rzecz Elektromobilności

Katowickie Partnerstwo na rzecz Elektromobilności „Driving Change Together Partnership” – dokument, który został przygotowany przez Polskę oraz Wielką Brytanię. Ogłoszony został 4 grudnia 2018 r. podczas COP24 w Katowicach przez premiera RP Mateusza Morawieckiego, Sekretarza Generalnego ONZ Antonio Guterresa oraz prezydenta COP24 Michała Kurtykę.
Sygnatariusze Partnerstwa deklarują swoje poparcie dla rozwoju sektora elektromobilności, wymianę doświadczeń oraz współpracę na poziomie globalnym i lokalnym.
Deklaracja jest krokiem w kierunku życia w czystych, przyjaznych dla obywateli i środowiska miastach poprzez promowanie elektromobilności i czystego transportu. Deklaracja jest bodźcem do stymulowania warunków prawnych, ekonomicznych, społecznych i kulturowych rozwoju elektromobilności.
Sygnatariuszami Porozumienia mogą być państwa, regiony i miasta, a także organizacje pozarządowe. Do grudnia 2019 r. Partnerstwo zostało podpisane przez 44 kraje, a ogółem przez 81 podmiotów.
21 listopada 2019 r. na PGE Narodowym w Warszawie odbyło się Global eMobility Forum – wydarzenie zostało zapowiedziane podczas COP24 przez premiera RP Mateusza Morawieckiego. Forum zostało zorganizowane przez polską Prezydencję COP24 i Ministerstwo Środowiska (obecnie Ministerstwo Klimatu), w ramach działań promujących Katowickie Partnerstwo na rzecz Elektromobilności.